# 趴趴玩偶Love Live!
《趴趴玩偶Love Live!》、簡稱：，是由Pokelabo Inc.營運、日昇協同製作的iOS及Android智慧型手機消除類遊戲。屬於「Love Live!」多媒體計劃當中的一個作品，以其中μ's與Aqours成員的趴趴玩偶們為主題進行的遊戲。
本遊戲在iOS及Android屬於免費下載的應用程式，而遊戲內亦有選擇性的付費項目可供購買。
2017年9月25日宣布製作決定並公開官方網站，並於2018年4月24日推出日文版。
2019年3月28日，營運商於官方網站宣布遊戲將於5月31日結束遊戲營運，公告退款申請的時間以及最後期間的全部活動預告。

## 遊戲操作

ぷちぐるラブライブ！遊玩中的截圖

遊戲操作是直向介面，最頂端將會掉落以「趴趴玩偶」模樣出現的μ's與Aqours的成員，在一邊播放著Love Live!系列的人氣歌曲的關卡當中，用手指將相同成員連起來，連鎖數目越多、連續連接次數越多，得到的分數就越高。並在遊戲進行時，同時享受著μ's與Aqours的各種歌曲、角色專屬的特效、技能施展和語音。
使用遊戲內的拍照功能，就可以選定喜歡的趴趴玩偶們一起出現在照片當中。

## 遊戲歷史
- 2018年

4月23日，發布iOS 1.0.0版本（日文版）。
4月23日，發布Android 1.0.0版本（日文版）。
7月26日，以世嘉形象女孩為主題，進行與世嘉的遊戲內活動。
8月31日，在三麗鷗SANRIO EXPO上宣布於遊戲內推出分兩階段舉辦之活動。
- 2019年

1月6日，為了慶祝《Love Live! Sunshine!! 學園偶像電影～彩虹彼端～》將於日本國內戲院上映，宣布將推出遊戲內慶祝活動。
3月28日，宣布遊戲將於5月31日結束遊戲營運，並發布最後期間的全部活動預告。

## 登場角色
除μ's和Aqours外，《Love Live! Sunshine!!》中的Saint Snow也有登场。

## 外部連結
- （日語）ぷちぐるラブライブ！Official Webiste
- （日語）ぷちぐるラブライブ！運営 on Facebook
- （日語）【公式】ぷちぐるラブライブ！運営 on Twitter （页面存档备份，存于）